# Ylioppilasteatteri
Ylioppilasteatteri är en amatörteater i Helsingfors grundad 1926.
Namnet var inledningsvis Akateeminen Näytelmäseura men det ändrades i början av 1930-talet till Ylioppilasteatteri som betyder "Studentteatern".
Ylioppilasteatteri väljer sina medlemmar genom urvalsprov, som hålls varje höst. Teatern producerar årligen 4–7 pjäser. Teatern har sin scen i Gamla studenthuset (Vanha ylioppilastalo) i Helsingfors och på somrarna i  Blåbärslandets sommarteater i Helsingfors. Ylioppilasteatteri fungerar inom Studentkåren vid Helsingfors Universitet, men har egen styrelse. 
Ylioppilasteatteri har under årens lopp påverkat det finländska teaterlivet och många av de forna medlemmarna är kända yrkesutövare inom det finska teaterlivet.